# Macrostemum opulentum
Macrostemum opulentum är en nattsländeart som först beskrevs av Georg Ulmer 1905.  Macrostemum opulentum ingår i släktet Macrostemum och familjen ryssjenattsländor. Inga underarter finns listade i Catalogue of Life.